# سعادي ودياني
سعادي الوديان أو السعادي الودياني نوع نباتي يتبع جنس السعد من الفصيلة السعدية.

## الموئل والانتشار
موطنه الأصلي غرب أمريكا الشمالية من كولومبيا البريطانية في كندا إلى ولاية نيو مكسيكو الأمريكية، وينمو في المناطق الرطبة والجافة.